# Hausbetreuungsgesetz
Das Hausbetreuungsgesetz gilt in Österreich für pflegebedürftige Personen ab Pflegestufe drei sowie für jene in Pflegestufe eins und zwei, die auf Grund einer Demenzerkrankung eine Rund-um-die-Uhr-Betreuung durch Angehörige oder professionelle Pfleger brauchen. 
Damit soll es auch eine öffentliche Förderung der Betreuung daheim ab Pflegestufe drei geben. Das Hausbetreuungsgesetz, BGBl. I Nr. 33/2007 ist ein Bundesgesetz, mit dem Bestimmungen über die Betreuung von Personen in privaten Haushalten erlassen werden (Hausbetreuungsgesetz, kurz: HBeG). Es trat am 1. Juli 2007 in Kraft. Die daraus entstehenden Kosten teilen sich Bundesländer und Bund.

## Regelungen zur Arbeitszeit
Bei der Arbeitszeit ist zwischen Arbeitszeit, Arbeitsbereitschaft und Arbeitsperiode genau zu unterscheiden. Die vereinbarte Arbeitszeit muss mindestens 48 Stunden pro Woche betragen. Eine weitere Voraussetzung ist ähnlich dem Aupair-Status: Die Betreuungskraft muss für die Dauer der Arbeitsperiode in die Hausgemeinschaft der zu betreuenden Person aufgenommen werden und dort Wohnraum und volle Verpflegung erhalten.
In zwei aufeinander folgenden Wochen darf die Arbeitszeit einschließlich der 
Arbeitsbereitschaft 128 Stunden nicht überschreiten. Die tägliche Arbeitszeit ist durch Ruhepausen von insgesamt mindestens drei Stunden zu unterbrechen. Für diese Zeit darf auch keine Arbeitsbereitschaft vereinbart werden. Im Rahmen der Arbeitsbereitschaft dürfen nur während höchstens 11 Stunden pro Tag Arbeitseinsätze erfolgen. 
Nach einer Arbeitsperiode von höchstens 14 Tagen muss eine durchgehende Freizeit 
von mindestens der gleichen Dauer gewährt werden (14 Tage Arbeit, 14 Tage frei oder 
7 Tage Arbeit, 7 Tage frei etc.).

## Sozialabgaben
Bei den pflegenden Angehörigen, die sich selbst pensionsversichern, übernimmt der Bund künftig die gesamten Sozialversicherungsbeiträge, also nicht nur den Dienstgeberanteil, ab Pflegestufe fünf. Für jene in Stufe vier übernimmt der Bund die Hälfte der Kosten.